# Aldin Dervišević
Aldin Dervišević (* 14. Juni 2002 in Frechen) ist ein deutsch-bosnischer Fußballspieler.

## Karriere
Dervišević spielte in seiner Jugend beim 1. FC Köln und bei Viktoria Köln, ehe er sich 2019 Alemannia Aachen anschloss. Zur Spielzeit 2020/2021 gehörte er erstmals zum Kader der 1. Mannschaft, welche zu dem Zeitpunkt in der Regionalliga West spielte. Zur Spielzeit 2023/2024 gelang ihm mit der Alemannia der Aufstieg in die 3. Liga. Sein Debüt in Liga 3 feierte er am 10. August 2024 (2. Spieltag) beim 1:1 gegen den SC Verl. Im Januar 2025 wechselte er zum SV Eintracht Hohkeppel. Nach Saisonende und dem darauffolgenden Abstieg wurde Dervišević im Mai 2025 vom bisherigen Ligakonkurrenten innerhalb der Regionalliga West, dem Wuppertaler SV, unter Vertrag genommen.

## Erfolg
- Regionalliga-West-Meister & Aufstieg in die 3. Liga: 2023/24